# Geszteréd
Geszteréd là một thị trấn thuộc hạt Szabolcs-Szatmár-Bereg, Hungary. Thị trấn này có diện tích 33,52 km², dân số năm 2010 là 1674 người, mật độ 50 người/km².